# Browning M1919
Das Browning M1919 ist ein US-amerikanisches Maschinengewehr, das 1918 ursprünglich als Panzer-MG aus dem Browning M1917 entwickelt wurde. Das luftgekühlte Standard-MG der USA fand lange Zeit während des 20. Jahrhunderts Verwendung in vielen Truppenteilen, wie zum Beispiel auf Panzern, zur Unterstützung der Infanterie, zur Flugabwehr und sogar auf Kriegsschiffen. Besonders häufig wurde das Browning-MG im Zweiten Weltkrieg eingesetzt, im Koreakrieg und in Vietnam, worauf es kurze Zeit später durch das neue M60 abgelöst wurde.

## Geschichte
1918 suchte die US-Armee nach einem neuen Maschinengewehr für ihre Panzerfahrzeuge. Das bereits eingeführte Maschinengewehr M1917 war aufgrund seiner Wasserkühlung nicht geeignet. Die neue Waffe sollte luftgekühlt sein.
Wie bereits beim M1917 übernahm John Moses Browning, der damals für Colt arbeitete, die Konstruktion. Ausgangspunkt war das M1917. Der Kühlmantel fiel weg und wurde durch einen Laufmantel mit Kühlschlitzen ersetzt. Der Lauf selbst wurde schwerer gemacht, indem Browning den Außendurchmesser vergrößerte. Die zusätzliche Masse sollte die Kühlung übernehmen. Ein simples Röhrenvisier diente zum Zielen. Der fertige Entwurf wurde am 30. September 1918 von der US-Armee offiziell eingeführt.
Für den abgesessenen Einsatz (eine im Ersten Weltkrieg übliche Taktik, da die frühen Panzer oft liegenblieben) der Maschinengewehre schuf man ein einfaches Not-Dreibein und eine abnehmbare Schulterstütze.
Die französische Armee verwendete damals in ihren Panzern mit Erfolg Maschinengewehre mit Zieloptiken. Die US-Armee beschloss, dies ebenfalls zu tun und so wurden einige M1919 mit einem Montagesockel an der linken Gehäuseseite versehen. Da es aber im Nachschubsystem zu Verwechslungen zwischen M1919 mit und ohne Montagesockel kam, beschloss das Ordnance Committee am 16. Mai 1929, die Version mit Montagesockel als M1919A1 zu bezeichnen.
1930 entschloss sich die US-Kavallerie, einen Ersatz für die M1922 Cavalry Machine Rifle (eine Variante des M1918) zu suchen. Man testete das M1919 mit der Ausstattung für den abgesessenen Einsatz, war aber zunächst nicht zufrieden. Also stattete man das M1919 mit einem Kornsockel nahe der Mündung aus und montierte einen nach der Seite verstellbaren umlegbaren Kimmenrahmen mit seitlich verstellbarer Lochkimme auf dem Gehäusedeckel. Diese neue Version erhielt die Bezeichnung M1919A2 und wurde bei berittenen und motorisierten Einheiten eingeführt.
Zur gleichen Zeit testete auch die Infanterie das M1919-Panzer-MG als M1919E1. Das Korn wurde vorn auf dem Gehäusedeckel montiert und ein in den Griff der Deckelverriegelung gebohrtes Loch diente als Kimme. Von dieser Version wurden nur 72 Stück als M1919A3 eingeführt und mit einem 80 Schuss fassenden Gurtkasten eingesetzt.
Die Infanterie kam bei verschiedenen Versuchen zum selben Ergebnis wie die Kavallerie: der Lauf war mit 18 5/8 Zoll zu kurz, um eine ausreichende Treffsicherheit zu gewährleisten. Für den Nahbereich beim Einsatz aus einem Panzer heraus reichte es, aber für die Feuerunterstützung war es zu wenig.
Man verlängerte also den Lauf auf 24 Zoll; die neue Version erhielt die vorläufige Bezeichnung M1919A2E3 (es basierte auf dem M1919A2 der Kavallerie). Die Treffsicherheit war ausreichend, aber der nahe der Mündung sitzende Kornsockel erwies sich als zu leicht zu beschädigen und hinderte den Einbau in Kugelblenden von Panzern.
Man setzte das Korn also wieder vorn auf den Gehäusedeckel und entfernte den Kornsockel. Diese Waffe erhielt die Bezeichnung M1919A4. Es wurden noch einige weitere Verbesserungen vorgenommen: Der Gehäusedeckel erhielt eine Federsperre, die ein unbeabsichtigtes Zufallen (und somit eingeklemmte Finger) verhinderte. Der bislang mit Schlitzen versehene Laufmantel erhielt Löcher, was die Stabilität erhöhte. Vorhandene M1919A2 wurden mit dem längeren Lauf ausgestattet und erhielten den neuen Laufmantel und die Deckelsperre. Die Version wurde 1936 eingeführt.
1939 folgte das M1919A5 als neues Panzer-MG. Es verfügte über einen Ferndurchladehebel und wurde teilweise mit einem vertikalen statt horizontalen Puffer am Gehäuseende ausgerüstet, um den beengten Platzverhältnissen in Panzern Rechnung zu tragen.
Während des Zweiten Weltkriegs machten die neu eingeführten deutschen Einheitsmaschinengewehre (MG 34 und MG 42) einen großen Eindruck auf die US-Armee; man beschloss, etwas Ähnliches zu schaffen. Nach erfolglosen Tests mit den Entwürfen verschiedener Hersteller entstand das M1919A6.
Hierbei handelte es sich um ein modifiziertes M1919A4, das mit einem leichteren Lauf, einer abnehmbaren Schulterstütze, einem Zweibein und einem Tragegriff ausgestattet war. Bei den Tests im Jahr 1942 stellte sich heraus, dass die Waffe ohne den Rückstoßverstärker (auf den man zunächst verzichtet hatte) nicht zuverlässig funktionierte – also rüstete man diesen nach.
Das M1919A6 wurde am 10. April 1943 als „substitute standard“ eingeführt. Das bedeutete, dass man die Waffe als Behelf betrachtete und weiterhin nach einer Alternative suchte.
1950 wurde auf der Grundlage des M1919A4 ein neues Panzer-MG entwickelt, das die vorläufige Bezeichnung M1919A4E1 erhielt und dem M1919A5 ähnelte, die Munitionszuführung konnte jedoch von links auf rechts umgestellt werden. Eingeführt wurde die Waffe als M37.
Nach der Einführung der Patrone 7,62 × 51 mm NATO wurden noch etliche M1919-Varianten auf die neue Patrone umgerüstet und bis in den Vietnamkrieg von den US-Streitkräften verwendet, dann aber durch das M73 und das M60 ersetzt.

## Beschreibung
Das M1919 ist ein aufschießender, luftgekühlter Rückstoßlader mit kurzem Rohrrücklauf und Blockverschluss. Die Munitionszuführung erfolgt von links – üblicherweise mittels 250 Schuss fassenden Gewebegurten (in Panzern wurden Metallglied-Zerfallgurte verwendet). Die Patronen werden durch einen Auszieher nach hinten aus den Gurttaschen gezogen, abgesenkt und in den Lauf eingeführt. Die leeren Hülsen werden durch eine Öffnung im Gehäuseboden ausgeworfen. Eine Vorrichtung zum schnellen Laufwechsel gibt es nicht – um den Lauf zu wechseln, muss die hintere Gehäuseabschlussplatte entfernt werden, der Verschluss ausgebaut und der Lauf samt Laufverlängerung entnommen werden. Der Lauf kann dann aus der Laufverlängerung herausgeschraubt werden.
Der Abzug befindet sich hinten am Gehäuse unterhalb des zylindrischen Puffergehäuses. Der Pistolengriff ist am Puffergehäuse befestigt und hat an seinem unteren Ende einen Federschnäpper, der es erlaubt, den Griff am Holm einer Lafette als Transportsicherung einzurasten. Diese Vorrichtung dient auch dazu, den Richtmechanismus des Dreibeins beim Stellungswechsel zu sichern und so vor Beschädigung und Verlust zu schützen.
Das M1919 besitzt keine Sicherung, sondern lediglich einen auf der rechten Gehäuseseite befindlichen Blechstreifen, der an seinem vorderen Ende am Gehäuse angenietet ist und in der Mitte eine Nut für den Spanngriff hat, wodurch der Verschluss in geöffneter Stellung festgelegt werden kann. Dies dient auch dazu, in Feuerpausen die Luftzirkulation durch den Lauf zu ermöglichen und Selbstzündungen bei heißgeschossenem Lauf zu verhindern.

## M1919A4
Das M1919A4 stellt die wichtigste Variante des M1919 dar. Die US-Infanterie setzte sie als Unterstützungswaffe auf Kompanieebene ein. Eine Schützenkompanie (Rifle Company) hatte neben den Schützenzügen (Rifle Platoon), die sich aus zur eigenen Feuerunterstützung mit dem automatischen Gewehr M1918A2 ausgerüsteten Schützengruppen (Rifle Squad) zusammensetzte, einen Unterstützungswaffenzug (Weapons Platoon), der neben einem M2HB-Maschinengewehr und drei 60-mm-Granatwerfern zwei M1919A4-Maschinengewehre auf M2-Dreibeinen hatte. Auf Bataillonsebene wurden zusätzlich in der Unterstützungswaffenkompanie (Weapons Company) drei M1917A1-Maschinengewehre eingesetzt.
Das M2-Dreibein ist deutlich niedriger als das Dreibein des M1917A1 und erlaubt dem Schützen, beim Gebrauch der Waffe auf dem Boden zu liegen – was seine Überlebenswahrscheinlichkeit deutlich erhöht (beim M1917A1 musste er sitzen oder knien). Die hinteren beiden Beine des M2 sind länger und mit einer Querstange verbunden, auf der der Richtmechanismus seitlich verschiebbar sitzt. Die Bedienelemente des Richtmechanismus befinden sich auf der linken Seite, so dass der Schütze sie bedienen kann, während er die rechte Hand am Pistolengriff belässt.
Die normale Bedienungsmannschaft eines M1919A4 bestand aus fünf Mann: dem MG-Schützen, dem Assistenzschützen, dem Gruppenführer und zwei als Munitionsträger eingesetzten Gewehrschützen.
Der MG-Schütze trug auf dem Marsch das MG und einen Vorrat an wichtigen Ersatzteilen, der Assistent das Dreibein und einen Gurtkasten; die Munitionsträger und der Gruppenführer trugen zusätzliche Gurtkästen.
Das M1919A4 stand dem Kompanieführer als Schwerpunktwaffe zur Verfügung, die unabhängig von den Schützenzügen eingesetzt werden konnte. Im Angriff deckten die Maschinengewehrgruppen die Schützenzüge im direkten Feuer; eine Unterstützung durch indirektes Feuer war den M1917A1 vorbehalten, die aufgrund ihrer besseren Lafettierung und Richtanlage dazu besser geeignet waren.
Das M1919A4 war leichter als das M1917A1 und dadurch etwas beweglicher, aber das Instellunggehen dauerte länger als bei einem leichten Maschinengewehr auf Zweibein, da der Assistent zunächst das Dreibein aufstellen musste, bevor der Schütze die Waffe darauf setzen konnte.